# Ishay Ribo

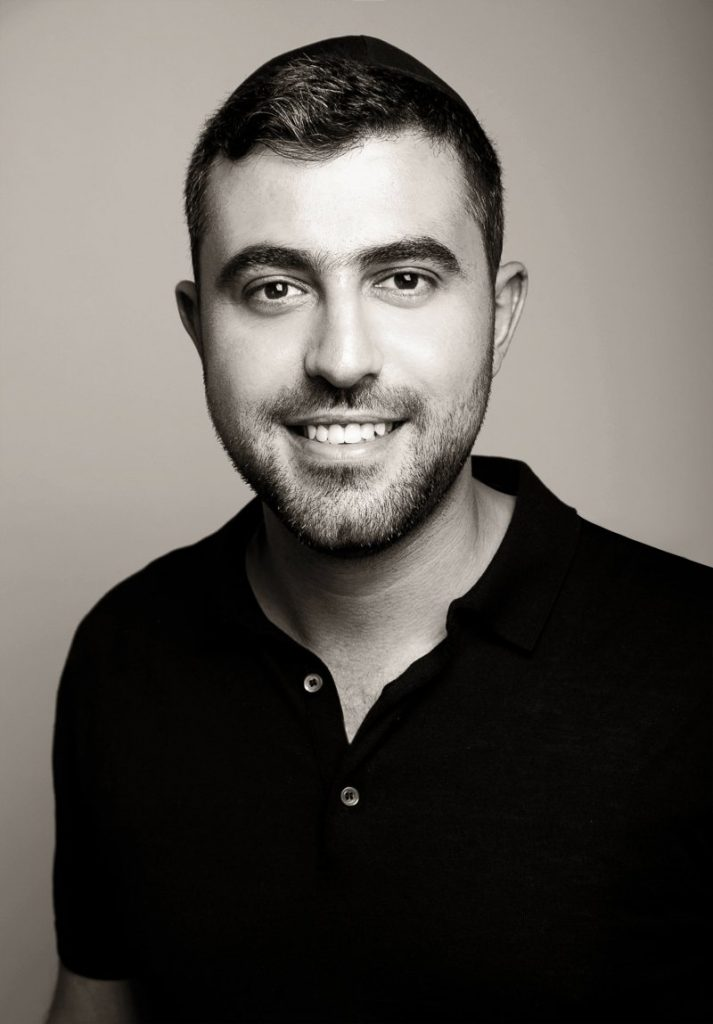
Ishay Ribo

Ishay Ribo (hebräisch יִשַׁי רִיבּוֹ Jischai Rībō; *  3. Februar 1989 in Marseille) ist ein israelischer Singer-Songwriter und gehört derzeit zu den populärsten Sängern Israels.

## Leben und Karriere
Ishay Ribo wurde in Marseille, Frankreich, in eine Familie traditioneller sephardischer Juden aus Marokko und Algerien geboren. Als er ein Kind war, wurde die Familie religiöser und zog nach Israel. Mit 13 Jahren begann Ribo während seines Jeschiwa-Studiums Musik zu schreiben und begann, Gitarre zu spielen. Einige Jahre später gründete er mit Freunden eine religiöse Heavy-Metal-Band. Während seiner Zeit beim israelischen Militär diente er im Technologie- und Wartungskorps und sang im Militär-Chor.
2012 wurde er eingeladen, mit dem bekannten israelischen Musiker Idan Raichel zusammenzuarbeiten und 2014 mit dem renommierten Rabbiner (und Komponisten) Yitzchak Ginsburgh. Im selben Jahr veröffentlichte Ribo sein Debütalbum, das mit Gold ausgezeichnet wurde. Sein drittes Album erhielt Platin und das Lied Lashuv HaBaita wurde zum Nummer-eins-Hit im israelischen Radio. Darauf folgte Sibat HaSibot, das 2021 zum meistgespielten Lied im israelischen Radio wurde.
Ribos Stil kombiniert moderne Klänge und Texte mit alten Bibelversen und sogar Passagen aus der gesamten rabbinischen Literatur. Sein beliebtes Seder haAvodah zum Beispiel verbindet Verse aus dem Jom-Kippur-Gebetsgottesdienst und talmudische Berichte über Ereignisse im Heiligen Tempel Jerusalems. Im September 2023 trat Ribo als erster Israeli überhaupt im ausverkauften Madison Square Garden vor über 15.000 Zuschauern auf.
Auf YouTube hat er 314.000 Abonnenten und über 400 Millionen Aufrufen im Jahr 2023.
Ribo hat fünf Kinder und studiert immer noch regelmäßig die Tora in einem Kollel (einer Einrichtung zum Lernen der Thora für verheiratete Männer).

## Diskografie

### Alben
- 2014: Tocho Ratzuf Ahavah (תוכו רצוף אהבה)
- 2016: Pachad Gevahim (פחד גבהים)
- 2018: Shetach Afor (שטח אפור)
- 2019: Elul Taf Shin Ayin Tes (אלול תשע״ט)

### Live-Alben
- 2020: במה קהל אהבה

### Singles (Auswahl)
| - 2015: מקשה אחת זהב - 2015: מציל אותי כל יום - 2016: קול פעמונים - 2016: בן יקיר לי - 2016: זוכר אני - 2016: אור החיים - 2016: והאמת (mit Shlomo Artzi) - 2017: הנה ימים באים - 2017: לשוב הביתה - 2018: אחת ולתמיד - 2018: לים - 2018: כל הזמן - 2018: נפשי (mit Motty Steinmetz) - 2018: Comme Les Oiseaux (mit Amir) - 2018: משגיח מן החלונות | - 2018: אדון עולם - 2019: נחכה לך (mit Nathan Goshen) - 2019: הלב שלי - 2019: סדר העבודה - 2019: הלב שלי (mit Omer Adam) - 2020: כל מעייני (mit Noifeld's Glasses) - 2020: כתר מלוכה - 2020: Live אייכה (mit Shuli Rand) - 2020: Live שקט (mit Omer Adam) - 2021: סיבת הסיבות - 2022: לא נפסיק לחלום - 2022: תכף יפתח - 2023: אני שייך לעם - 2023: אתה זוכר (mit Mordechai Ben David) - 2024: פורחים לשובם |